# Luís Paulistano
Luiz Paulistano de Orleans Santana (Casa Branca, 23 de dezembro de 1914 — Petrópolis, 20 de fevereiro de 1961), na vida pública e profissional fez uso do nome Luiz Paulistano, foi um jornalista que atuou na imprensa carioca entre as décadas de 1930 e 1960.

## Biografia
Nascido no estado de São Paulo, foi para Goiás ainda criança de colo acompanhando seu pai. Já na cidade do Rio de Janeiro estudaria no renomado Colégio Pedro II, iniciaria estudos na Faculdade Nacional de Direito, mas não concluiria devido dedicar-se ao jornalismo.
Ainda na cidade do Rio de Janeiro, então capital do Brasil, em 1933 iniciou suas atividades profissionais no jornalismo como revisor do jornal Correio da Manhã. Já em 1934 foi para o jornal "Avante", e, em 1935, para o jornal "A Manhã"; ainda trabalharia por seis dias no jornal Diário da Noite. Em 1937 atuaria no jornal Diario Carioca.
Luís Paulistano foi um dos responsáveis pela modernização da técnica jornalística de redação de diversos jornais do Rio de Janeiro, por meio da implantação do chamado lead (abertura da notícia com dados relevantes do fato) adotado pela imprensa norte-americana. A partir dessa inovação, a redação das notícias deveria oferecer informações obedecendo a um esquema que nos Estados Unidos ficou conhecido como “os cinco Ws e um H” (Who, What, When, Where, Why and How), que na tradução para o português corresponderia às perguntas fundamentais do jornalismo: Quem? O quê? Quando? Onde? Por quê e Como? Paulistano ainda teve a iniciativa de criar o chamado sublead, resultante do desdobramento do lead ampliando e aperfeiçoando a técnica do lead trazida da imprensa internacional pelos jornalistas Danton Jobim e Pompeu de Sousa; para ajustá-la às necessidades de apresentação gráfica das notícias. Luís Paulistano considerava que na abertura das matérias em duas colunas havia um desequilíbrio gráfico com a apresentação do lead e introduziu o sublead para tornar mais harmoniosa a apresentação visual da informação.
Durante o período político do Estado Novo que censurava as atividades da imprensa jornalística, Luís Paulistano, já considerado um redator consagrado, trocou momentaneamente o jornalismo profissional e fundou o colégio Externato Olavo Bilac, em 1938.
Em paralelo ao seu trabalho como funcionário dos Correios, Luis Paulistano voltaria novamente às atividades jornalísticas durante a fase de organização e fundação do jornal Tribuna da Imprensa. Retornaria ao jornal Diario Carioca, notabilizando-se neste período por cobrir, em 1952, a campanha do abono do funcionalismo público através de uma crônica diária de grande repercussão chamada de O Dia do Barnabé, que durou nove meses até o momento de concessão do abono. Para aumentar as vendas do jornal escreveu durante um mês, em estilo de reportagem, a novela "O Gavião da Candelária".
Luís Paulistano liderou, na segunda metade da década de 1950, a modernização do Jornal do Commercio, que fora adquirido pelo deputado San Tiago Dantas e ainda apresentava o mesmo visual gráfico que mantinha desde o início do século XX. Paulistano introduziu uma série de inovações no jornal fundado em 1827 e que era o mais antigo editado no Rio de Janeiro. Dentre as novidades surgiram a coluna de turfe, o noticiário esportivo e a introdução da fotografia. Quando o Jornal do Commercio publicou pela primeira vez uma foto na capa, a novidade foi divulgada nos principais jornais do País, como o Jornal do Brasil, que iniciava a famosa reforma comandada por Odylo Costa Filho.
Possuidor de diversos imóveis no bairro da Penha, subúrbio carioca, Luís Paulistano era ardoroso torcedor do Fluminense Football Club, agremiação poliesportiva da cidade do Rio de Janeiro.
Luiz Paulistano faleceria em Petrópolis em razão de um acidente de helicóptero, em 21 fevereiro de 1961, que teve também como conseqüência a morte, uma semana depois, de Roberto Silveira, então governador do antigo Estado do Rio de Janeiro. Ocupando o cargo de secretário e assessor de imprensa do governador, Luís Paulistano acompanharia-o numa inspeção a região inundada pelas cheias do Rio Paraíba do Sul, no Noroeste Fluminense.